# Nombre de Rayleigh
En mecànica de fluids, el Nombre de Rayleigh per a un fluid és un nombre adimensional associat amb la transferència de calor en el mateix fluid. Quan el nombre de Rayleigh es troba sota el valor crític per a l'esmentat fluid, la transferència de calor té lloc principalment en forma conducció; quan, en canvi, supera el valor crític, la transferència de calor té lloc principalment en forma de convecció.
El nombre de Rayleigh s'anomena així en honor de Lord Rayleigh i es defineix com producte del nombre de Grashof, el qual descriu la relació entre el principi d'Arquimedes i la viscositat en el si del fluid, i el nombre de Prandtl, que descriu la relació entre la diffusivitat de quantitat de moviment i la difusivitat tèrmica.
Per a la convecció natural o lliure en una paret vertical, aquest nombre equival a:
{\displaystyle \mathrm {Ra} _{x}=\mathrm {Gr} _{x}\mathrm {Pr} ={\frac {g\beta }{\nu \alpha }}(T_{s}-T_{\infty })x^{3}}
on
- Rax = nombre de Rayleigh
- Grx = nombre de Grashof
- Pr = nombre de Prandtl
- g = acceleració deguda a la gravetat
- x = Longitud característica (en aquest cas, la distància des de la vora principal)
- Ts = Temperature de la superfície (temperatura de la paret)
- T∞ = Temperatura quiescent (temperatura del fluid lluny de la superfície de l'objecte)
- ν = viscositat cinemàtica
- α = difusivitat tèrmica
- β = Coeficient d'expansió tèrmica

En les expressions anteriors, les propietats del fluid Pr, ν, α i β són avaluades a la temperatura de film, la qual es defineix com:
{\displaystyle T_{f}={\frac {T_{s}+T_{\infty }}{2}}}
Per a la majoria d'aplicacions en enginyeria, el nombre de Rayleigh és elevat, aproximadament amb un valor que es troba entre 10⁶ i 108.
En geofísica el nombre de Rayleigh té una importància fonamental: indica la presència i la fortalesa de la convecció dins d'un cos fluid tal com el mantell de la terra, el qual és un sòlid però es comporta com un fluid en escales de temps geològiques. L'elevat valor per al mantell terrestre indica que la convecció dins la terra és vigorosa i variant en el temps, i que la convecció és responsable de gairebé tota la calor transportada des de l'interior profund cap a la superfície.